# CXCR6
CXCR6 (англ. C-X-C chemokine receptor type 6; CD186) — рецептор хемокинов, продукт гена CXCR6. Относится к семейству хемокиновых рецепторов CXC суперсемейства рецепторов, сопряжённых с G-белком. Рецептор хемокина CXCL16.

## Функции
CXCR6 является корецептором, который используется вирусами HIV-1 и SIV для проникновения в клетки так же, как CD4. Это минорный корецептор для подтипа HIV-1, тогда как большинство подтипов используют CCR5 и/или CXCR4.  С другой стороны подтипы вируса обезьян SIV используют CXCR6 как основной рецептор.

## Тканевая локализация
CXCR6 эспрессирован в лимфоидной ткани и на активированных T-лимфоцитах.